# Atelier international du Grand Paris
Ne doit pas être confondu avec Forum métropolitain du Grand Paris (syndicat mixte d’études), le Grand Paris (projet visant à transformer l’agglomération parisienne en une grande métropole mondiale).
L’Atelier international du Grand Paris (AIGP) est un groupement d'intérêt public (GIP) créé en février 2010, sur la volonté de Nicolas Sarkozy, président de la République, et chargé de mener une réflexion sur le Grand Paris. Cet atelier se distingue de la société du Grand Paris (SGP). Il a fermé ses portes le 31 décembre 2017. Il avait pour mission de mettre en œuvre des actions de recherche, de développement, de valorisation et d’animation liées aux enjeux du Grand Paris. Il a constitué un lieu d’expérimentation, de création et de diffusion. Il s'est appuyé pour cela sur un Conseil scientifique initialement formé par les dix équipes pluridisciplinaires de la consultation internationale du Grand Paris puis sur quinze équipes menées par des architectes-urbanistes.

## Organisation
L'AIGP était installé au sein du Palais de Tokyo, à Paris.
De février 2010 à juin 2011, le Conseil d'administration de l'AIGP est présidé par Emmanuel Raoul, secrétaire permanent du Plan Urbanisme Construction Architecture (PUCA). Du 7 juin 2011 jusqu'à sa démission en avril 2017, le président de l'AIGP a été Pierre Mansat, adjoint au maire de Paris chargé de Paris Métropole et des relations avec les collectivités territoriales d'Île-de-France.
De février 2010 à septembre 2013, le directeur général de l'AIGP est Bertrand Lemoine, architecte, ingénieur, directeur de recherche au CNRS et ancien directeur de l'école nationale supérieure d'architecture de Paris-La Villette. L'AIGP a été dirigé du 23 septembre 2014 jusqu'en 2016 par Mireille Ferri, ex-élue d'Europe Écologie Les Verts (EELV). 
Son organisation repose sur :
- un conseil d’administration rassemblant à parité des représentants de l’État et des représentants des collectivités territoriales la Mairie de Paris, de la région Île-de-France, de l’association des maires d’Île-de-France et de Paris Métropole.
- un conseil scientifique chargé de produire des expertises et de réaliser des études sur les problématiques liées au Grand Paris.

L'Atelier international du Grand Paris s’inscrit dans une démarche transversale. Il conduit et met en œuvre des actions de recherche, de développement, de valorisation et d’animation des réseaux de professionnels du cadre bâti. Il s’attache à favoriser le dialogue et la concertation entre tous les acteurs concernés du Grand Paris. Il constitue un lieu d’expérimentation, de création et de débat. Après ses travaux sur la mobilité à l’automne 2010 dans le cadre des débats publics sur les projets de transport dans la région parisienne, et qui ont contribué de manière déterminante à aboutir en 2011 à une synthèse sur les transports publics dans le Grand Paris, l’Atelier continue, tout en veillant à garder une vision globale et prospective sur le devenir du Grand Paris, à poursuivre ses réflexions en lien avec de nombreux partenaires sur différentes problématiques transversales : les transformations des territoires, avis sur les Contrats de Développement Territorial, l’évolution des règles d’urbanisme, le programme de recherche sur « la ville au prisme de l’énergie », le processus de révision du SDRIF, l’intensité urbaine, les espaces ouverts et l’agriculture, les quartiers de gares ...

### Conseil d'administration
La gouvernance de l’Atelier associe à parité l’État (le ministère de l'Égalité des Territoires et du Logement, le ministère de la Culture et de la communication, le Préfet de Région Île-de- France, Préfet de Paris) et les collectivités territoriales (la Région Île-de- France, la Ville de Paris, l’Association des Maires d’Île-de-France, Paris Métropole).

### Premier conseil scientifique (2010-2011)
Les membres du premier conseil scientifique de l'AIGP sont issues de 10 équipes pluridisciplinaires qui ont participé à la consultation le Grand Pari(s) de l'agglomération parisienne lancée en juin 2008 et dont les travaux ont fait l'objet d'une exposition à la Cité de l'architecture et du patrimoine du 29 avril au 22 novembre 2009.
|    | Nom de l'équipe                   | Nationalité | Mandataire               | Équipe |
| -- | --------------------------------- | ----------- | ------------------------ | --- |
| 1  | MVRDV                             | Pays-Bas    | Winy Maas                | Jacob van Rijs, Nathalie de Vries |
| 2  | Atelier Castro Denissof Casi      | France      | Roland Castro            | Sophie Denissof, Silvia Casi |
| 3  | LIN                               | Allemagne   | Finn Geipel              | Giulia Andi |
| 4  | Studio 09                         | Italie      | Bernardo Secchi          | Paola Viganò |
| 5  | Nouvel, Duthilleul, Cantal-Dupart | France      | Jean Nouvel              | Jean-Marie Duthilleul, Michel Cantal-Dupart, Alexandre Allard, Rémy Babinet, Patrick Bouchain, Daniel Buren, Michel Desvigne, Alain Fleischer, Anne Lacaton, Jean-Philippe Vassal |
| 6  | Atelier Christian de Portzamparc  | France      | Christian de Portzamparc | Daniel Béhar |
| 7  | l'AUC                             | France      | l'AUC                    | l'AUC (Djamel Klouche, Caroline Poulin, Francois Deçoster, Alessandro Gess), Ido AVISSAR, Robert HELMHOLZ, Susanne ELIASSON, Alice LURAGHI, François CHAS, Marie ISHIZUKA, Adrien DELANGE, Gaétan BRUNET, Flavien MENU, Martin JAUBERT, Augustin CARADEC OHNO Lab + Avant : Hidetoshi OHNO, Koji MATSUSHITA, Masafumi MORI, Julien CORBIN + Pascal CRIBIER + Patrick ECOUTIN + LADRHAUS, Catherine BRUANT, Emmanuel BELLANGER, Catherine BLAIN, Jacques SAUTERAU + CITEC, Philippe GASSER + MSC, Michel SUIRE + Isabelle THOMAS |
| 8  | Groupe Descartes                  | France      | Yves Lion                | François Leclercq, David Mangin |
| 9  | Rogers Stirk Harbour & Partners   | Royaume-Uni | Richard Rogers           | Mike Davies, Arup |
| 10 | Agence Grumbach & associés        | France      | Antoine Grumbach         | Jean-Marie Charpentier, Bruno Fortier |

Paola Viganò et Bernardo Secchi développent le concept de ville poreuse. Il s'agit d'analyse les dynamique sociales et physiques, afin de penser l'« adaptibilité et la stratification des tissus, eaux, végétation et dynamiques de la nature ». L'idée est que les métropoles seront à l'avenir confrontées à des nouvelles problématiques, à savoir l'accroissement des inégalités sociales, des risques environnementaux et des mobilités.

### Second conseil scientifique (2012-)
En décembre 2011, l'AIGP a lancé un appel à candidatures intitulé Grand Paris : pour une métropole durable afin de renouveler les membres et redéfinir les missions de son conseil scientifique. Entre 10 et 15 nouvelles équipes pluridisciplinaires, dirigées par un architecte-urbaniste mandataire, devraient être sélectionnées en mai 2012. Seules les équipes de Jean Nouvel et de l'AUC, qui avaient participé à la première consultation, n'ont pas été reconduites.
|    | Nom de l'équipe                                                       | Nationalité      | Mandataire                                                            | Équipe |
| -- | --------------------------------------------------------------------- | ---------------- | --------------------------------------------------------------------- | --- |
| 1  | Atelier Roland Castro Sophie Denissof et associés, Silvia Casi        | France           | Roland Castro                                                         | Roland Castro, Sophie Denissof, Silvia Casi, architectes urbanistes, Berim, société d’Ingénierie, Jean-Pierre le Dantec, Conseil en architecture, urbanisme et paysagisme, et SNC Villes & Projets / Nexity, expert aménagement urbain et immobilier                                                                              |
| 2  | Les Urbanistes Associés                                               | France           | Devillers et Associés - architecture urbanisme paysage infrastructure | Christian Devillers et Robert Spizzichino, coordonnateurs ; Alain Bourdin, Alain Bornarel (Tribu), Christian Isbérie (CDVIA), Nicolas Louvet (6-T), Jean-Michel Roux (Transversal), Dominique Desjeux (Argonautes), DTZ consulting                                                                                                |
| 3  | FGP(a)                                                                | France           | Philippe Gazeau, architecte                                           | FGP (a) - Philippe Gazeau et Louis Paillard ; Agence TER - Bava, Hössler et Philippe, paysagistes ; Ronan et Erwan Bourroulec, designer ; Normal Studio, designer ; Michel Houellebecq ; l’Atelier d’écologie urbaine ; BRL ingénierie ; Michel Chalot, Chercheur                                                                 |
| 4  | Antoine Grumbach et associés                                          | France           | Antoine Grumbach, Architecte - Urbaniste                              | J-R. Mazaud / B Fortier / F. Nordemann / Orgéco / Egis France / L. Soffer / D. Karavan / A. Lefébure. Experts : J. Attali / E. Orsenna / H. Le Bras / F. Ewald / O. Kaeppelin / E. Lesueur / B. Moineau / J. Toubiana / T. Willemsen                                                                                              |
| 5  | Agence François Leclercq, Atelier Lion & associés, Agence Marc Mimram | France           | François Leclercq, architecte urbaniste                               | Agence François Leclercq, Atelier Lion & Associés, Agence Marc Mimram, Atelier Alfred Peter, Transsolar, Météo France, Arcadis, Ernst & Young, Rio, Sophie Simonet, Campana & Eleb |
| 6  | LIN                                                                   | Allemagne        | Finn Geipel + Giulia Andi                                             | LIN, LIA, Wilhelm Klauser, Kaye Geipel, Joseph Hanimann, Systematica, Matthias Schuler - GSD Harvard, Michael Kleyer, Stephan Pflugmacher Lima, Olivier Ibert – IRS, Andreas Schneider - IIdj, Reimar Molitor, Blotto Design |
| 7  | Bres + Mariolle et chercheurs associés                                | France           | Béatrice Mariolle                                                     | BRES + MARIOLLE (Béatrice Mariolle et Antoine Brès), ENSAPB/AUSSER (Nathalie Lancret, Corinne Tiry-Ono), Géographie-cités (Nadine Cattan, Francis Beaucire, Xavier Desjardins), LAREP (André Fleury), Urban-Eco, GTC, Ready-Make, Beau-Bour                                                                                       |
| 8  | MVRDV avec AAF et ACS                                                 | Pays-Bas         | Winy Maas, architecte                                                 | MVRDV - Winy Maas, Jacob van Rijs, Nathalie de Vries, Jeroen Zuidgeest, Bertrand Schippan ; AAF – Andrei Feraru, Arnaud Hollard ; ACS – Monique Eleb, Sabri Bendimerad, Patrick Celeste, Clément Orillard, Philippe Simon |
| 9  | DPA                                                                   | France           | Dominique Perrault, architecte urbaniste                              | Frédéric Migayrou philosophe, Jean-Louis Subileau urbaniste, Jacques Baudry écologue, Henri Berestycki mathématicien, Virginie Raisson prospectiviste, l’Institut national de l’information géographique et forestière (IGN), Richard Copans cinéaste                                                                             |
| 10 | Agences Elizabeth & Christian de Portzamparc                          | France           | Agences Elizabeth et Christian de Portzamparc                         | Elizabeth de Portzamparc, Christian de Portzamparc, Didier Martin |
| 11 | Rogers Stirk Harbour + Partners                                       | Royaume-Uni      | Rogers Stirk Harbour + Partners LLP                                   | Richard Rogers, Mike Davies directeur de l’équipe, Stephen Barrett ; Urban Âge (London School of Economics) et ARUP, partenaires associés |
| 12 | Studio 012_Bernardo Secchi et Paola Viganò                            | Italie           | Bernardo Secchi et Paola Viganò, architectes                          | Studio 012 Bernardo Secchi et Paola Viganò (architecte et urbaniste) avec PTV France (transports et déplacements), Tribu Energie (énergies renouvelables), Biodiversita (écologie appliquée), MOX (statistique mathématique et dynamique des fluides pour la conceptualisation et modélisation des réseaux)                       |
| 13 | SEURA ARCHITECTES (F.BOUGNOUX, JM.FRITZ, D.MANGIN)                    | France           | Seura /David Mangin                                                   | Yannick Beltrando, François Monjal, Vincent Renard, Marc Wiel Louis Gallois et Yves Laffoucrière, personnalités associées |
| 14 | STAR Strategies + Architecture                                        | Espagne Pays-Bas | Beatriz Ramo (Rotterdam), architecte urbaniste                        | Coordonnateur: Beatriz Ramo, - STAR strategies + architecture (Rotterdam); Collaborateur: Bernd Upmeyer, - Bureau of Architecture, Research, and Design (BOARD) / MONU Magazine of Urbanism (Rotterdam); Expert-conseils: Raphaël Ménard -Director et Paul Azzopardi (Elioth/Egis, Paris); Yann Collandre (Lyn Capital, Paris)    |
| 15 | TVK TREVELO ET VIGER-KOHLER/ ACADIE/ GÜLLER GÜLLER / BAS SMETS        | France           | Pierre Alain Trévelo et Antoine Viger-Kohler                          | Trévelo et Viger-Kohler, Acadie (Daniel Béhar, Philippe Estèbe, Martin Vanier), Güller Güller (Mathis Güller et Michaël Güller), Bas Smets, Franck Boutté, MRS (Michel Schupisser), Jordi Julia, Pierre Musso, Sébastien Marot, Soline Nivet, Simon Grand, Joachim Lepastier, Ville Ouverte (Gwénaëlle d’Aboville, Marie Jolivet) |